# Ton Sijbrands
Teunis Sijbrands (plus connu sous le surnom Ton Sijbrands) est un damiste néerlandais né le 15 décembre 1949 à Amsterdam. Il a été considéré comme l'un des meilleurs joueurs de dames du monde, et ce encore plus de 15 ans après l'obtention de ses deux titres mondiaux. Il a tenu une rubrique de dames dans le quotidien néerlandais de Volkskrant et est l'auteur de plusieurs livres sur le jeu. Il est aussi connu pour sa pratique de parties à l'aveugle,,.

## Biographie
Sijbrands s'est fait connaître dans le monde du jeu de dames en battant l'ancien champion du monde Viatcheslav Chtchogoliev alors qu'il n'était âgé que de 15 ans. Il a remporté le championnat d'Europe pour la première fois à l'âge de 18 ans.

## Palmarès
Sijbrands a été champion du monde de dames en 1972 (format tournoi) et en 1973 (match contre Andris Andreiko). Il est déchu de son titre deux ans plus tard par la fédération mondiale du jeu de dames (FMJD) pour avoir refusé de défendre son titre face au joueur soviétique Iser Kuperman. Il arrête alors de participer à la plupart des grandes compétitions de dames jusqu'en 1988.
Sijbrands a aussi été champion de dames des Pays-Bas (nl) en 1967, 1969, 1970, 1971, 1973 et 1988.

## Pratique du jeu à l'aveugle
En 1982, Sijbrands bat le record du monde de parties simultanées à l'aveugle avec 10 parties simultanées (9 victoires et 1 nulle en 6 heures et 20 minutes de jeu). Il améliore régulièrement son propre record en 1986 (12 adversaires), 1987 (14 adversaires), 1991 (15 adversaires), 1993 (18 adversaires), 1999 (20 adversaires), 2002 (22 adversaires), 2004 (24 adversaires), 2007 (25 adversaires), 2009 (28 adversaires) et 2014, lorsqu'il affronte 32 joueurs simultanément. Cette année-là, sur ses 32 parties il obtient 14 victoires et 18 nulles.

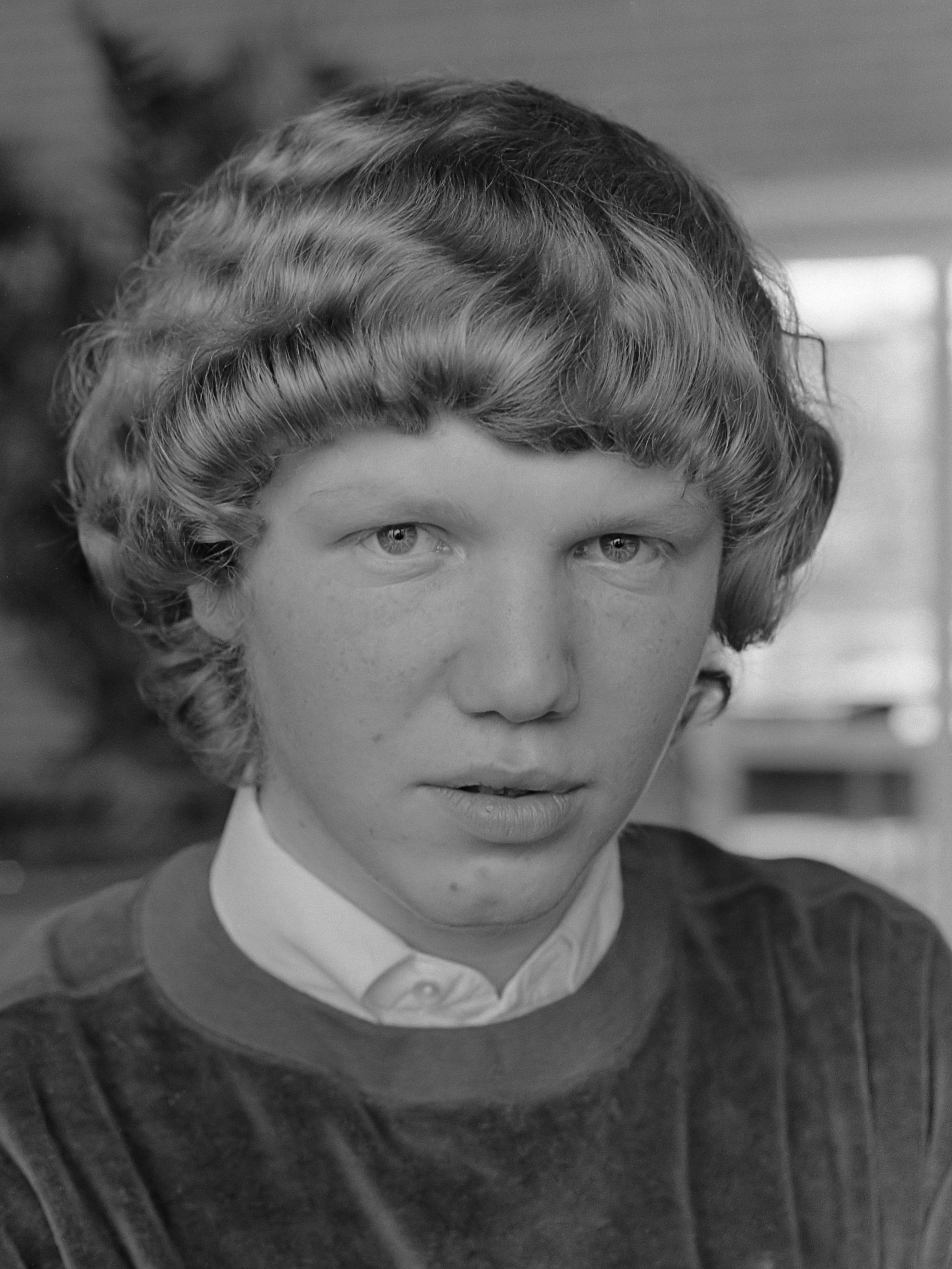
Ton Sijbrands en 1967.
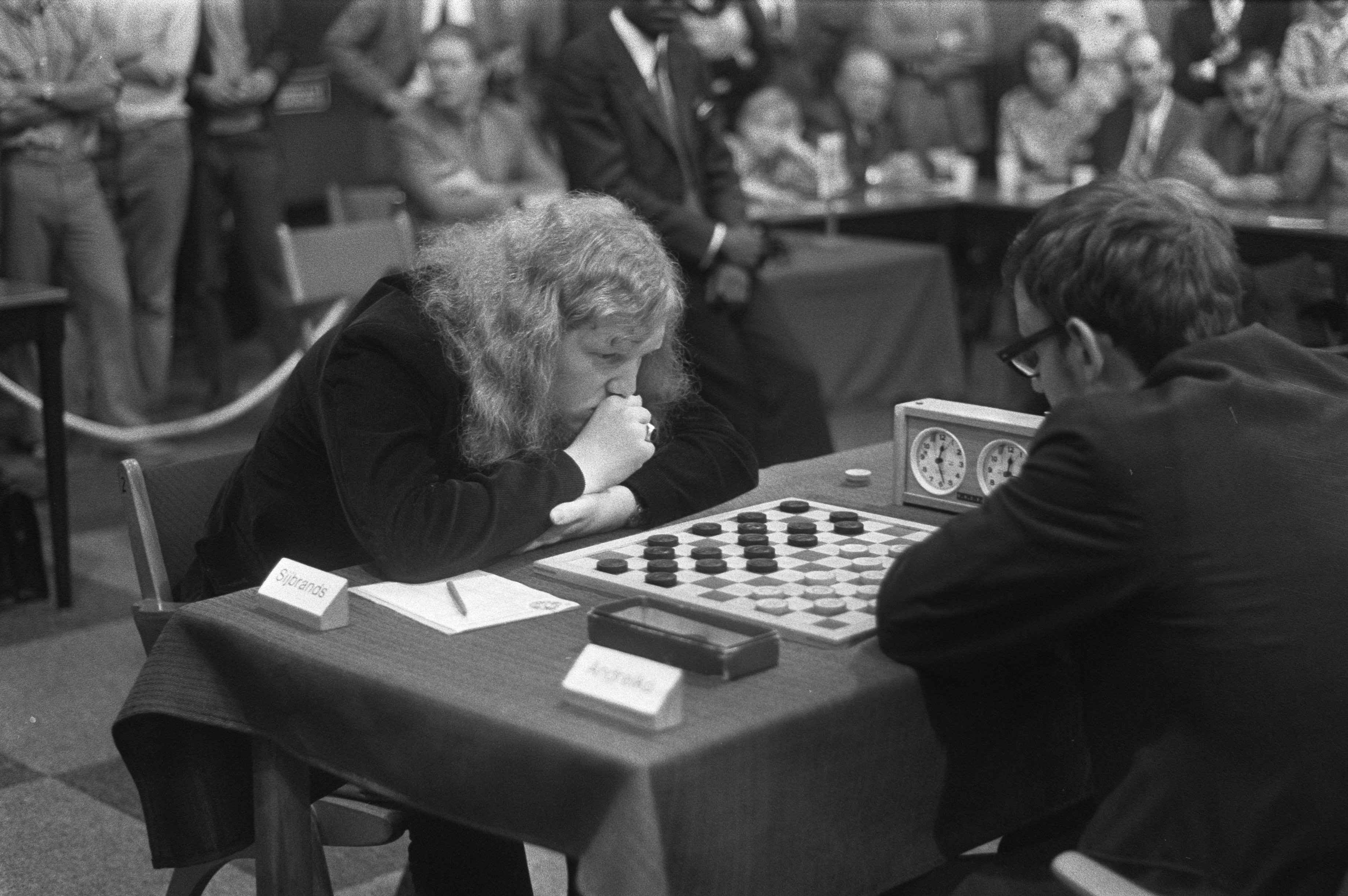
Sijbrands contre Andreiko au championnat du monde 1972.
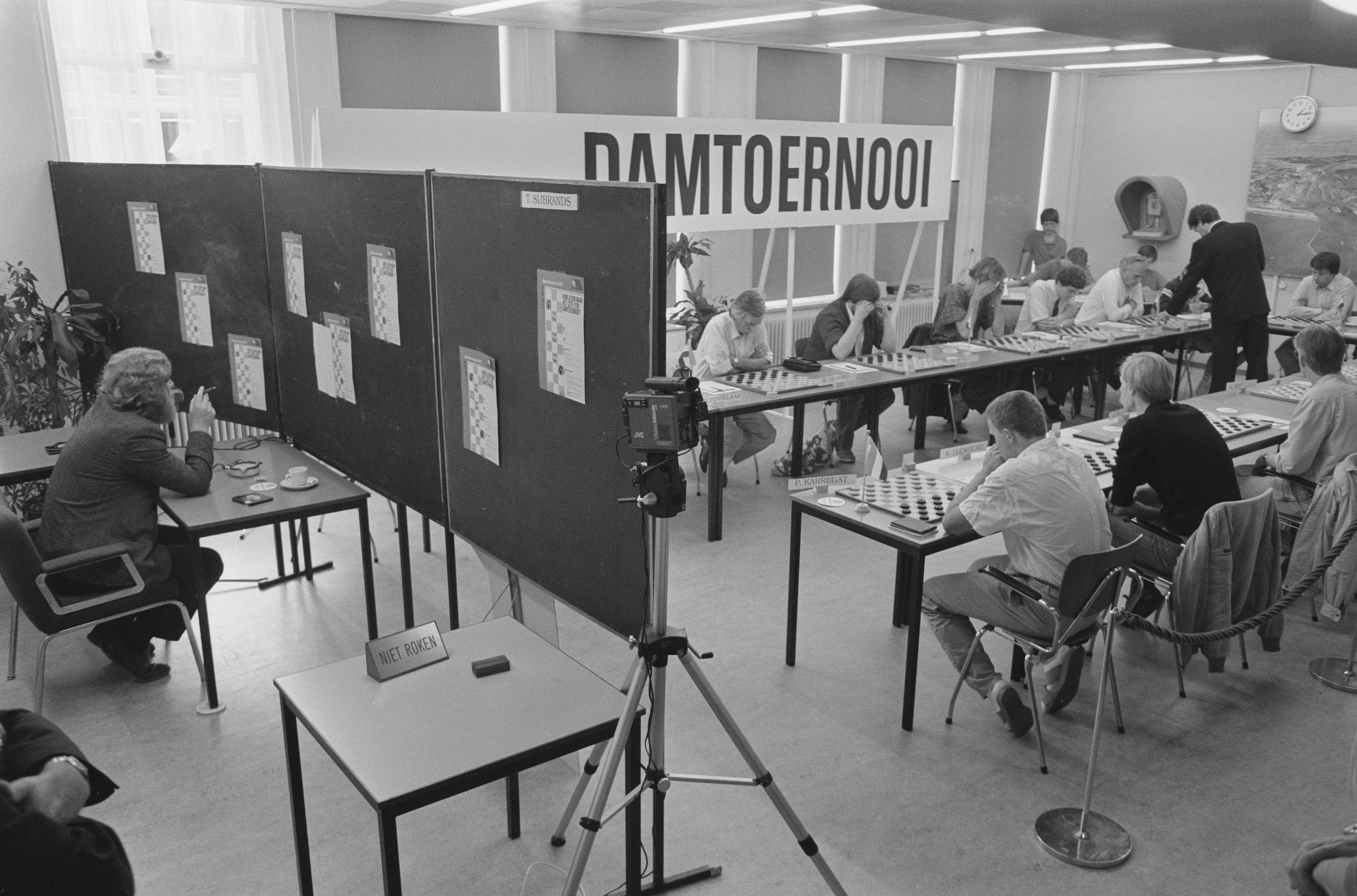
Ton Sijbrands en 1987 durant une simultanée à l'aveugle.